# Panteón de Hombres Ilustres
El Panteón de Hombres Ilustres, oficialmente denominado Panteón de España desde 2022, es un edificio de estilo neobizantino obra del arquitecto Fernando Arbós y Tremanti situado en la ciudad española de Madrid. Se encuentra ubicado en el barrio de Pacífico (distrito de Retiro), entre la calle de Julián Gayarre, por la que tiene su entrada, y el paseo de la Reina Cristina, junto a la basílica de Nuestra Señora de Atocha.

## Historia

### El primer panteón

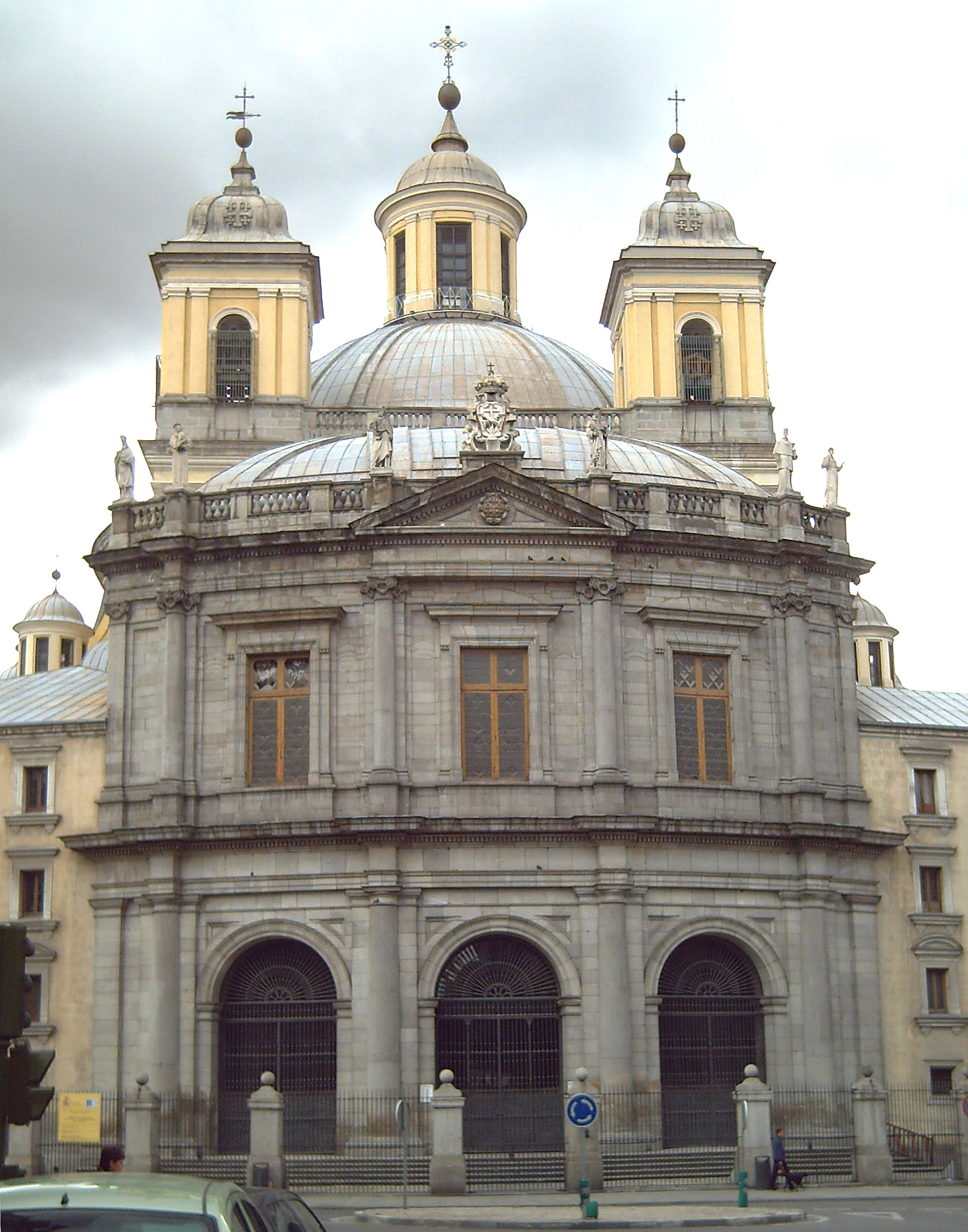
Basílica de San Francisco el Grande.

El 6 de noviembre de 1837 las Cortes Generales votaron el proyecto para convertir la iglesia de San Francisco el Grande en Panteón Nacional de Políticos Ilustres, que acogería los restos mortales de los personajes considerados de especial relevancia en la historia de España, los cuales serían elegidos por las Cortes pasados cincuenta años de su fallecimiento. Cuatro años después, en 1841, la Real Academia de la Historia fue encargada de proponer una primera lista de personajes que debía albergar el panteón, pero no fue hasta el 31 de mayo de 1869 cuando se nombró una comisión a la que se dio un mes para localizar los restos. Esta comisión estaba integrada por Fernández de los Ríos, Salustiano Olózaga, Fermín Caballero, Hartzenbusch, Ruiz Aguilera, Silvela, Estanislao Figueras, Pere Borrell y Antonio Gisbert.
No pudieron ser hallados, y se dieron por perdidos, los restos de Cervantes, Lope de Vega, Luis Vives, Antonio Pérez, Juan de Herrera, Velázquez, Jorge Juan, Claudio Coello, Tirso de Molina, Juan de Mariana y Agustín Moreto. También se buscaron los restos de Don Pelayo, el Cid, Guzmán el Bueno, Murillo, Juan de Juanes, Francisco Vallés, Pedro Melo de Portugal, Jovellanos, el conde de Campomanes, el conde de Floridablanca y Goya. Finalmente, el 20 de junio de 1869, se inauguró el panteón. Formando una comitiva de cinco kilómetros, desfilaron las carrozas fúnebres acompañadas por bandas de música, unidades del Ejército y de la Guardia Civil, estudiantes, religiosos, políticos e intelectuales. Se dispararon cien cañonazos y al entrar los restos en la basílica se encendieron tres grandes lámparas. 
Los restos que acogió este primer panteón fueron los de los poetas Juan de Mena, Garcilaso de la Vega y Alonso de Ercilla; los militares Gonzalo Fernández de Córdoba y Federico Gravina; el humanista Ambrosio de Morales; el justicia mayor de Aragón Juan de Lanuza; los escritores Francisco de Quevedo y Pedro Calderón de la Barca; el político Zenón de Somodevilla y Bengoechea (Marqués de la Ensenada) y los arquitectos Ventura Rodríguez y Juan de Villanueva.
Los restos fueron depositados en una capilla y años después devueltos a sus lugares de origen, con lo que se cerró por un tiempo la idea de crear un panteón nacional.

### El panteón actual

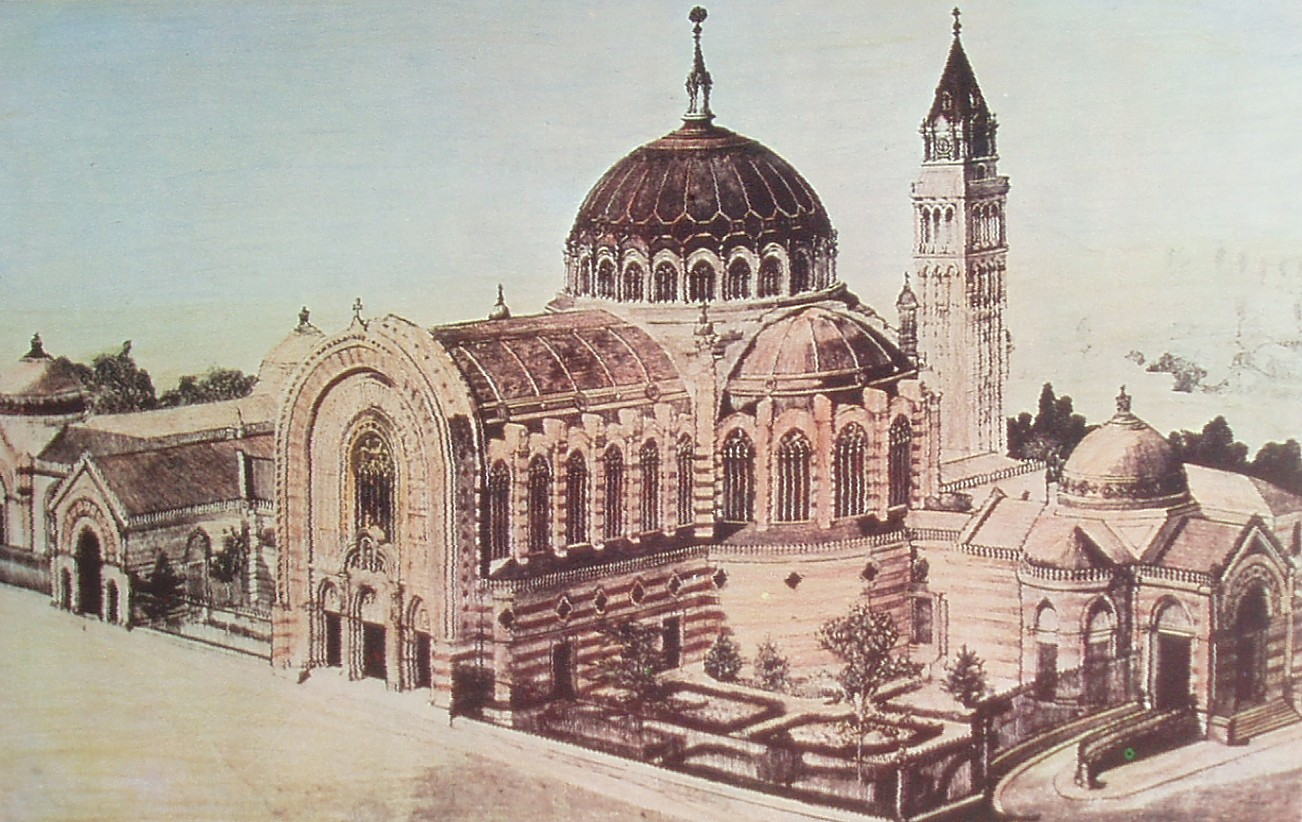
Proyecto original de Fernando Arbós y Tremanti para la Real Basílica de Nuestra Señora de Atocha y el Panteón de Hombres Ilustres.

Tras la Guerra de la Independencia, el convento de Nuestra Señora de Atocha, que había sido ocupado por las tropas francesas en 1808, quedó muy deteriorado. No obstante, los dominicos volvieron a ocuparlo hasta ser exclaustrados en 1834, fecha en que abandonaron definitivamente el edificio, ya prácticamente en ruinas. El convento pasó a ser cuartel de Inválidos, por lo que varios de sus directores fueron enterrados allí, entre ellos José de Palafox, Francisco Castaños, Manuel Gutiérrez de la Concha y Juan Prim, además del político Antonio de los Ríos Rosas.
Debido a estos enterramientos ya existentes, la reina regente María Cristina, viuda del rey Alfonso XII, decidió que la basílica que se había de construir en sustitución de la antigua, tuviera anexo un panteón que diera acogida a estos restos. Se convocó un concurso público y en 1890 se eligió ganador el proyecto que, bajo el título Nigra sum sed fermosa, había presentado el arquitecto Fernando Arbós y Tremanti. El conjunto, de estilo neobizantino, incluía un campanile italiano, que albergó un reloj de cuatro esferas y tres campanas, y el panteón, que tenía carácter de claustro de la basílica y se inspiraba en el camposanto del plaza del Duomo de la ciudad italiana de Pisa. El proyecto era muy ambicioso pues la basílica estaba destinada a ser el templo de la Corte y sede de las ceremonias religiosas reales.

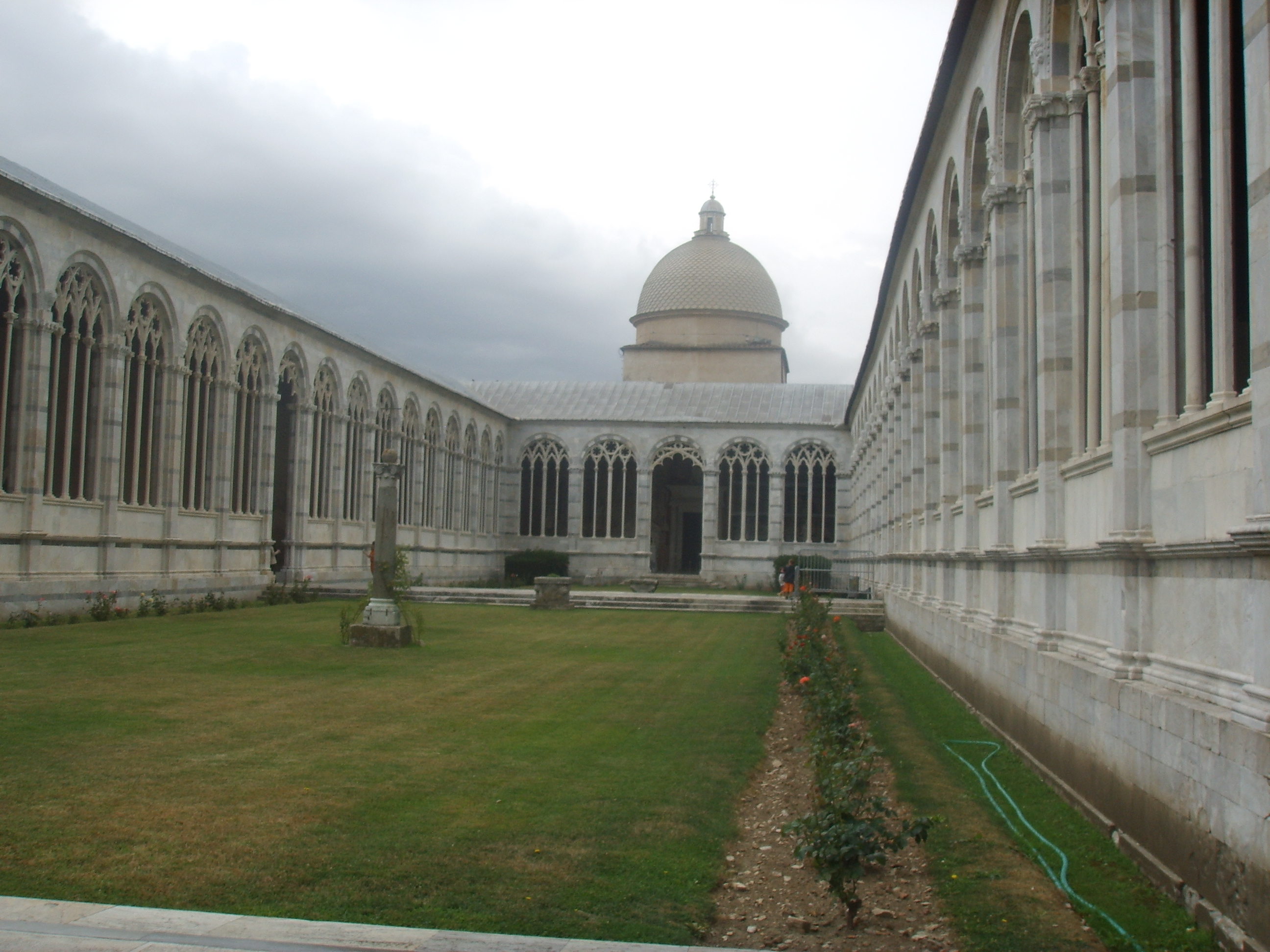
Camposanto de la plaza del Duomo de Pisa, en el que se inspira el proyecto de Arbós.

En 1891 se comenzó a construir el proyecto, del que a la postre sólo se alzarían el panteón y el campanile. El panteón se erigió entre 1892 y 1899, dándose las obras por concluidas en este último año por lo elevado de su coste. El claustro/panteón es de planta cuadrada, con tres galerías con arcadas y vidrieras y dos cúpulas semiesféricas en las esquinas. Sobre la puerta de entrada hay un frontón. En el interior hay un pequeño jardín donde se ubica el mausoleo conjunto. Las galerías tienen cada una una puerta central por la que se puede acceder al jardín. Todo el conjunto está rodeado por una verja de hierro.
En 1901 se trasladaron a él los restos de Palafox, Castaños, Concha, Prim y Ríos Rosas. Los restos de Palafox fueron trasladados en 1958 a la basílica del Pilar de Zaragoza y los de Castaños a la iglesia parroquial de la Encarnación de Bailén en 1963.
En años posteriores recibieron sepultura en el nuevo emplazamiento los restos de los políticos Francisco Martínez de la Rosa, Diego Muñoz-Torrero, Juan Álvarez Mendizábal, José María Calatrava, Salustiano Olózaga, Agustín Argüelles, Antonio Cánovas del Castillo, Práxedes Mateo Sagasta, Eduardo Dato y José Canalejas. 
En 1924, sin seguir el proyecto original de Arbós, se comenzó la construcción de la nueva iglesia de los dominicos, para lo cual el rey Alfonso XIII cedió los terrenos necesarios, encomendando a la comunidad el cuidado del campanile y del panteón, hoy en día pertenecientes a Patrimonio Nacional. Entre los años treinta y finales de los ochenta, el panteón estuvo en estado de abandono. En 1970, en el terreno que quedaba libre entre ambos elementos, se construyó el colegio Nuestra Señora de Atocha, dejando aislado el campanile, que ya no es accesible. A finales de los ochenta, Patrimonio Nacional procedió a la restauración y apertura al público del panteón, y en 2003 se restauraron los mosaicos interiores. Los arquitectos Álvaro Siza y Juan Miguel Hernández de León, dentro de su plan Trajineros de remodelación del eje Prado-Recoletos, que todavía no se llevó a cabo, propusieron demoler el colegio para dar mayor visibilidad al panteón.
En octubre de 2022, tras la aprobación de la Ley de memoria democrática, pasó a denominarse «Panteón de España».

## Monumentos funerarios

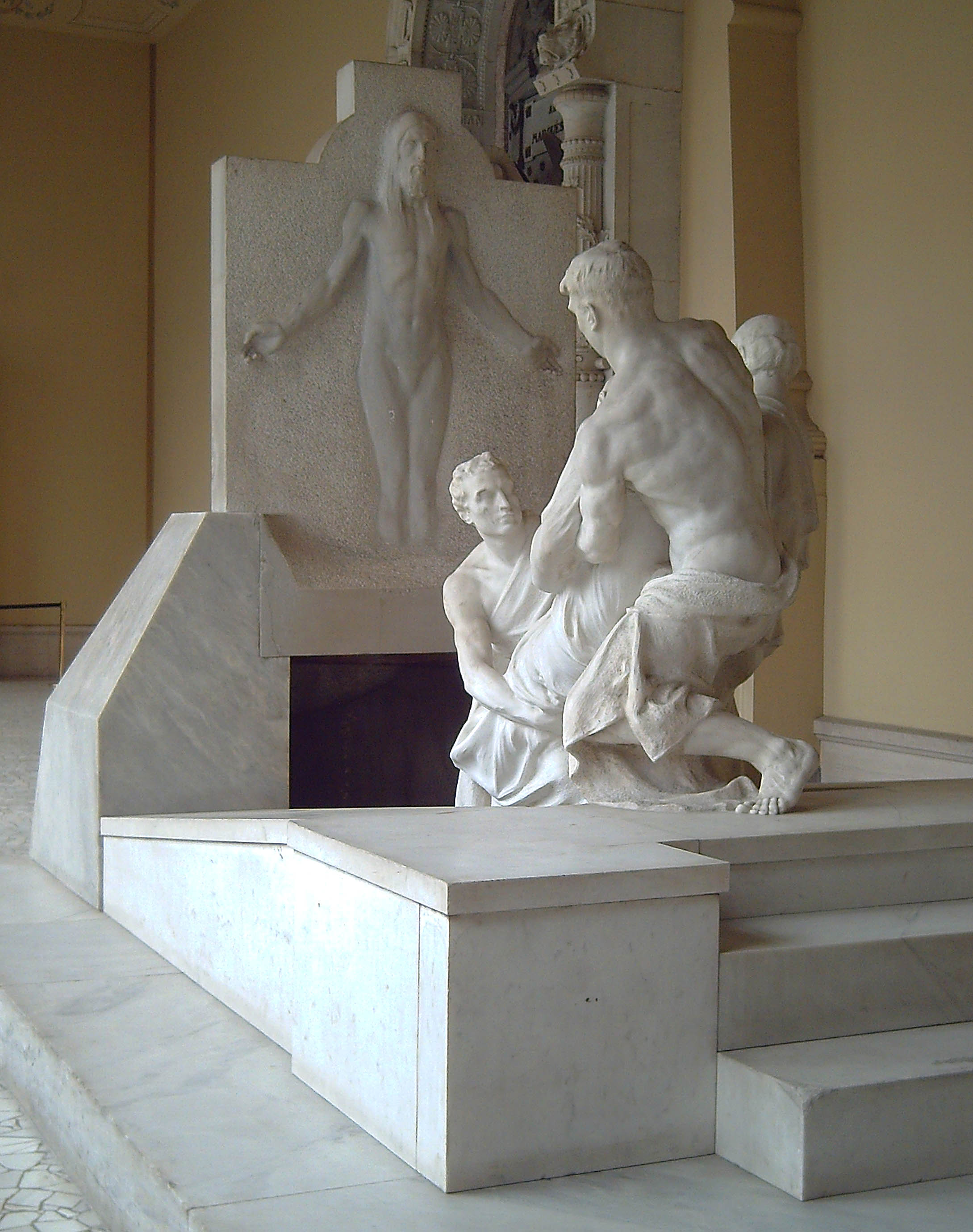
Canalejas.

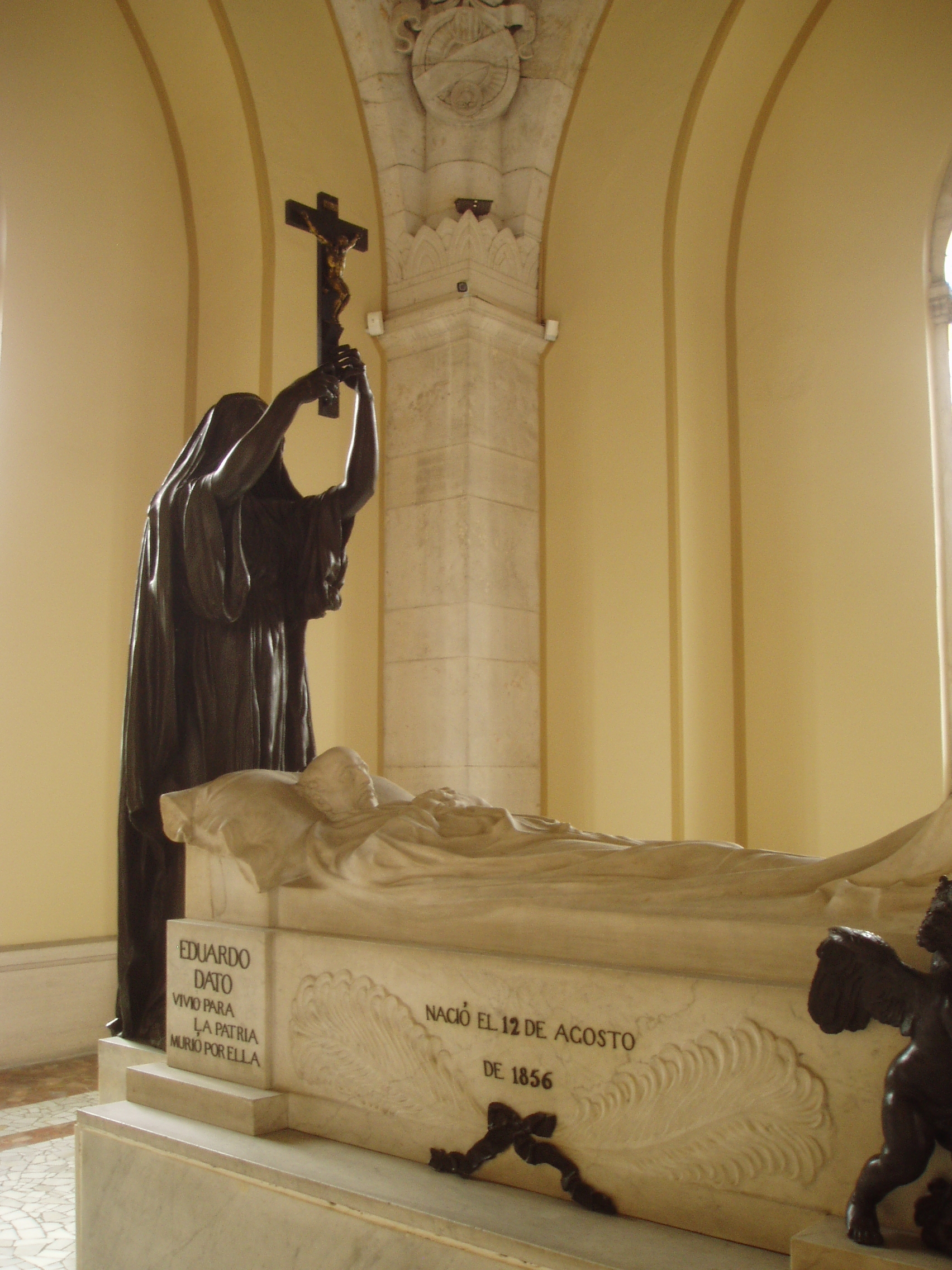
Dato.

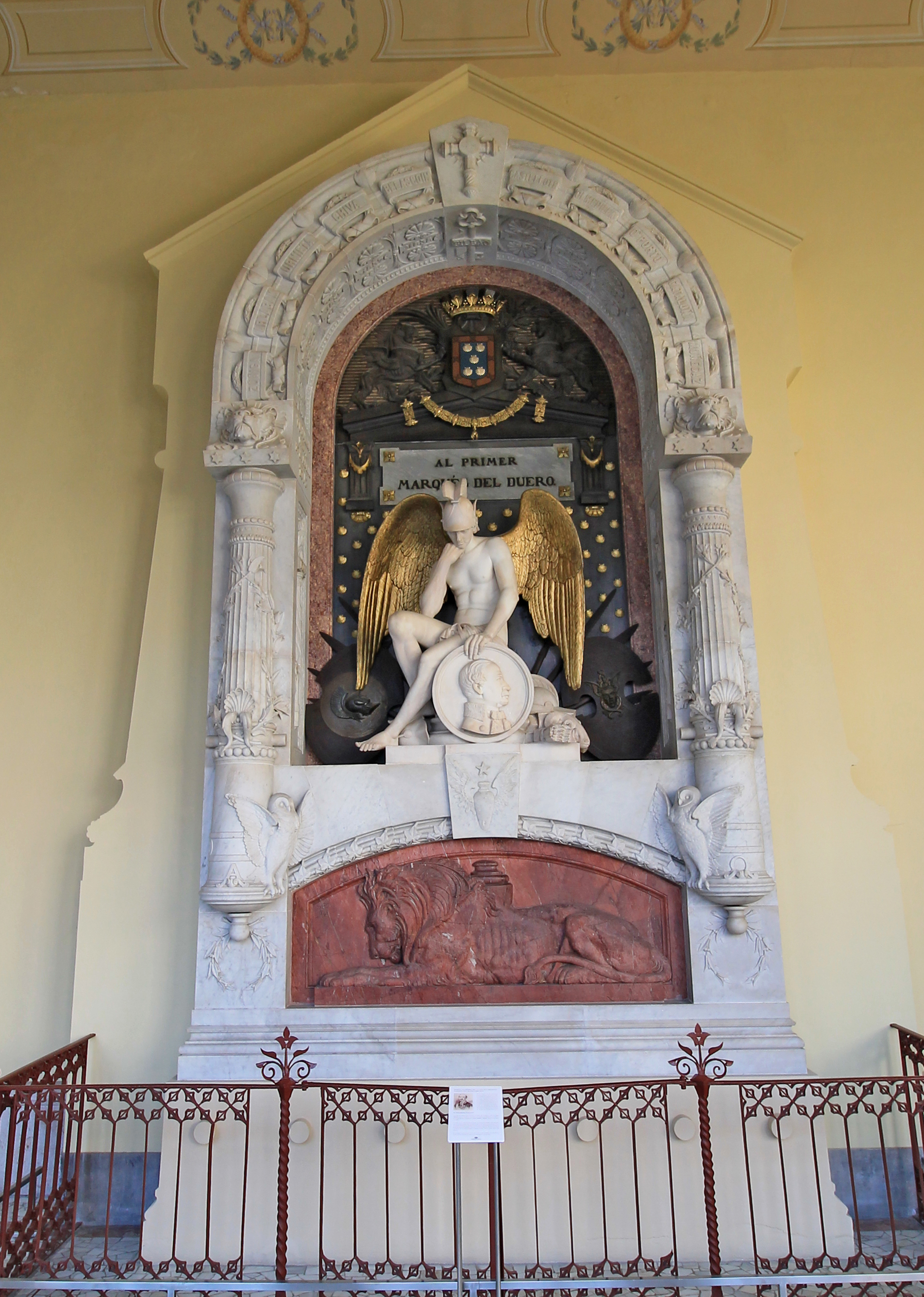
Gutiérrez de la Concha.

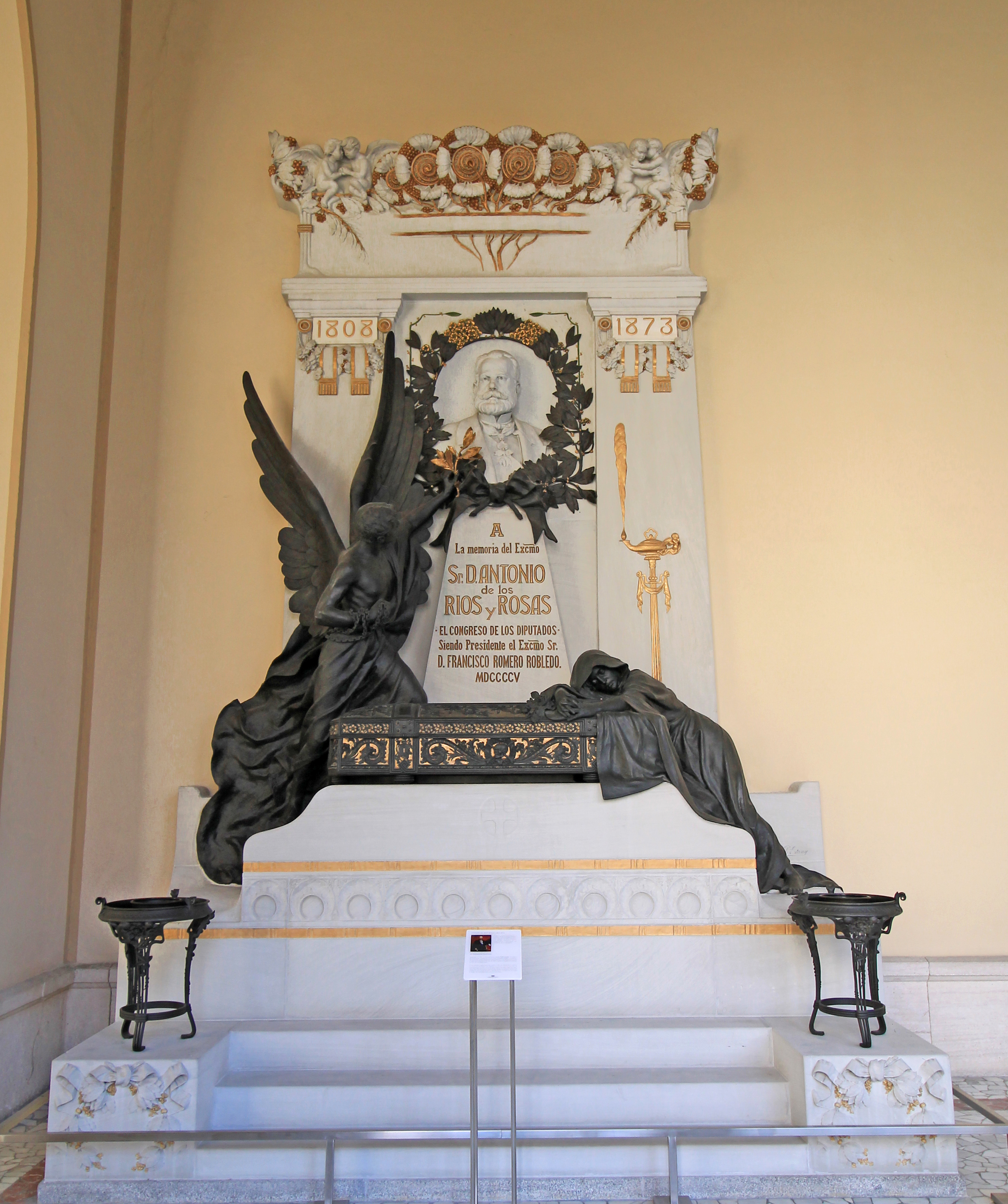
Ríos Rosas.

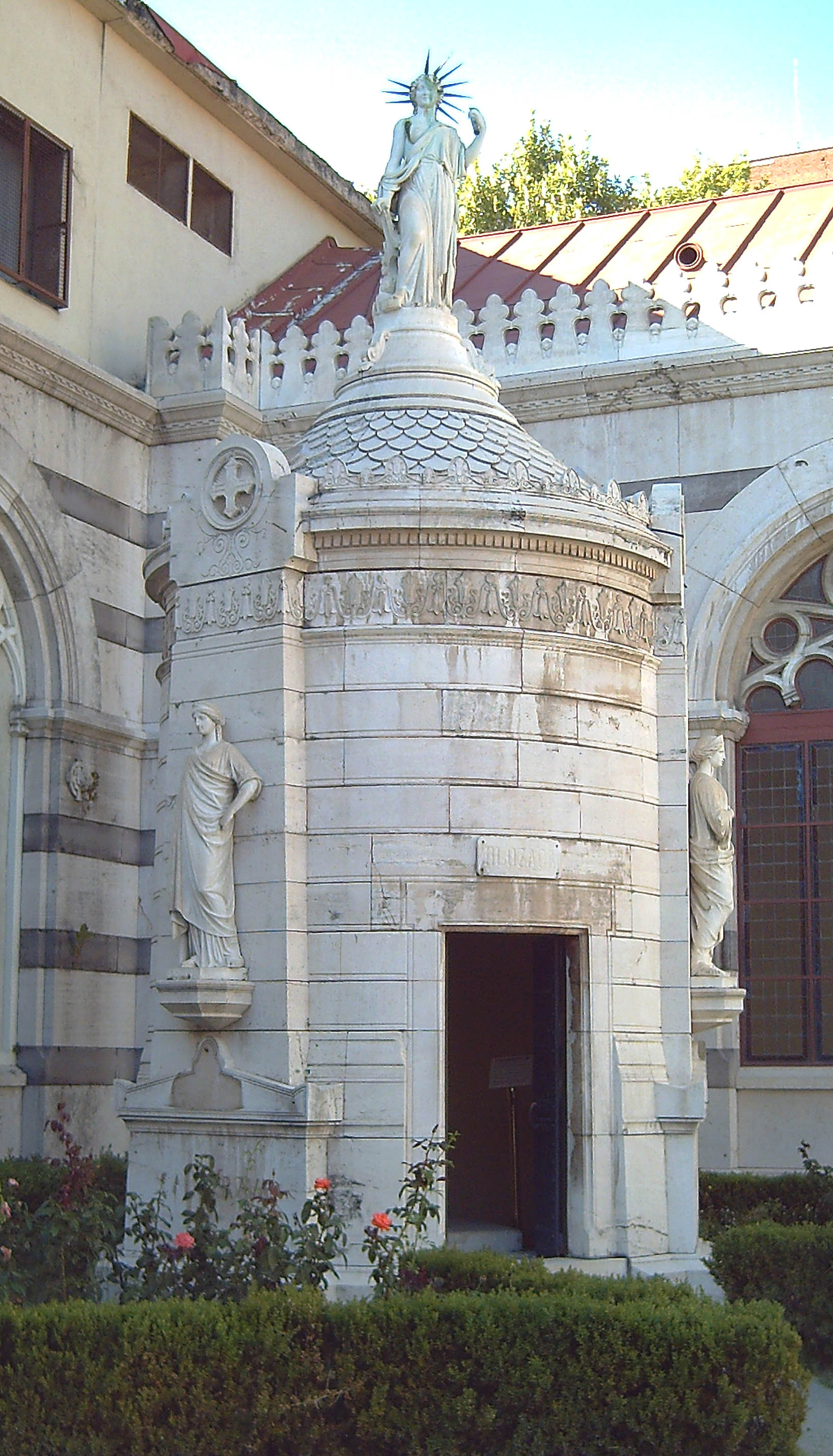
Mausoleo Conjunto.

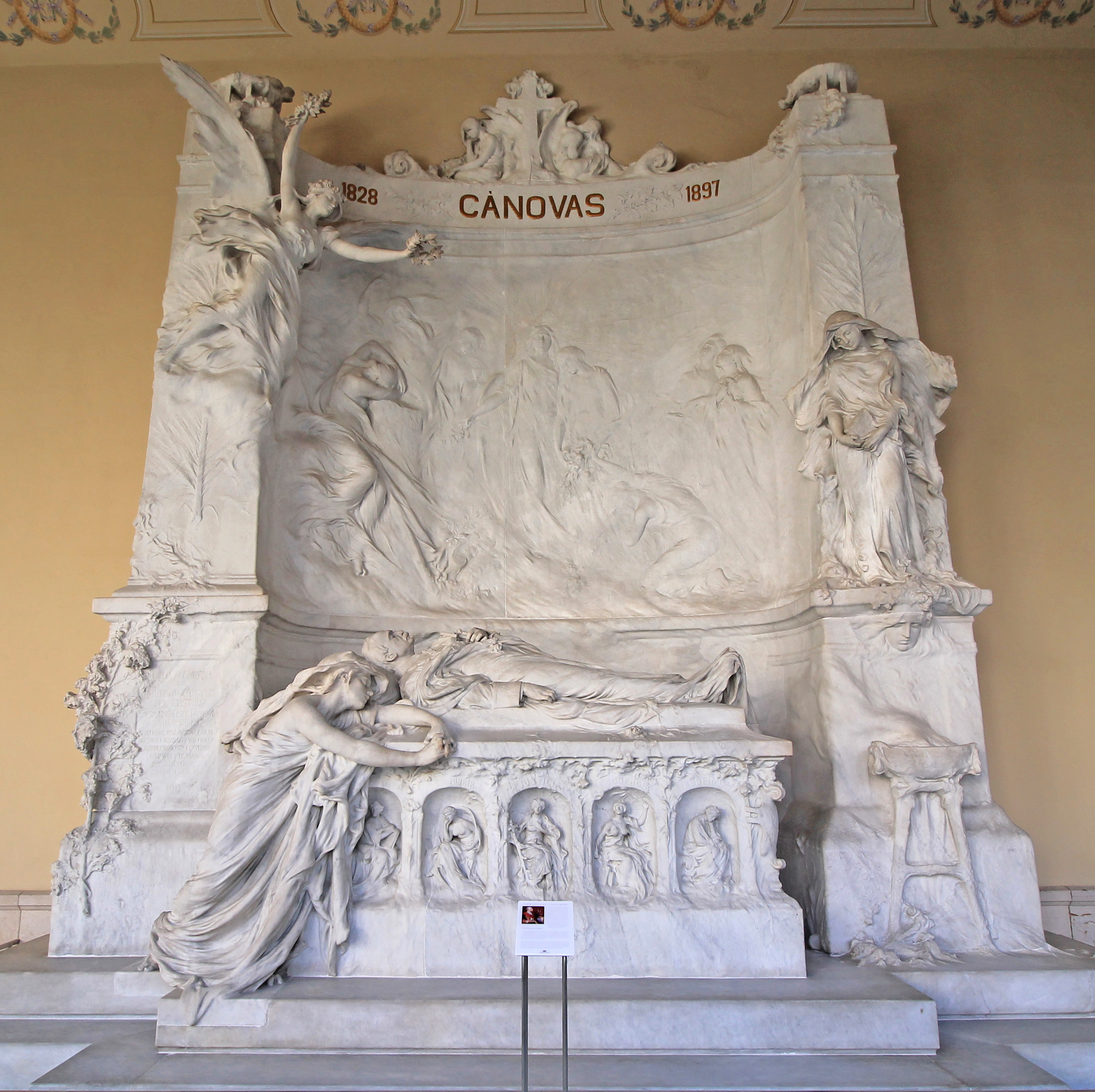
Cánovas.

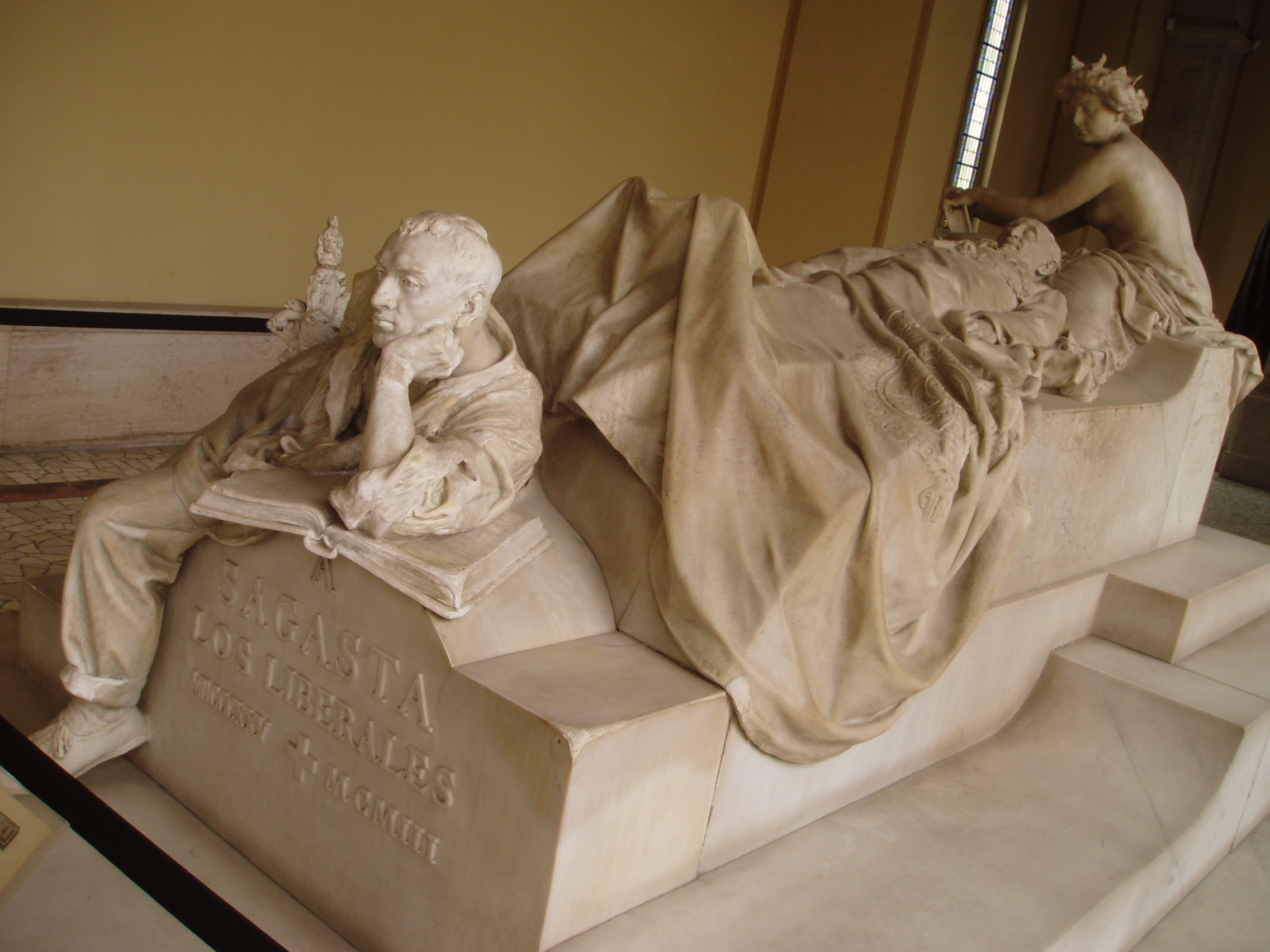
Sagasta.

José Canalejas, obra de Mariano Benlliure. Sobre una base de mármol blanco, dos hombres y una mujer, esculpidos en el mismo material, trasladan el cuerpo del político asesinado hacia su sepulcro, de manera similar a como en algunas obras se representa el traslado de Cristo, cuya figura aparece con los brazos abiertos recibiendo el cadáver. En la parte trasera, bajo una cruz, dos guirnaldas con hojas de laurel y encina, símbolo de la inmortalidad. 
Manuel Gutiérrez de la Concha, marqués del Duero, de Arturo Mélida y Alinari y Elías Martín. El sepulcro, mural, semeja un retablo, con un arco bajo el cual aparece Marte, el dios de la guerra, que, con casco y actitud meditabunda, sostiene un clípeo o medallón con el busto en relieve de Gutiérrez de la Concha; el arcosolio inferior aparece velado o protegido por un león, símbolo de la inmortalidad. El sepulcro es obra de Mélida y la estatua del dios de Martín. Originalmente ubicado en la antigua basílica, fue trasladado al panteón en 1902.
Práxedes Mateo Sagasta (1904), de Mariano Benlliure. Realizado en mármol, el cuerpo yacente del político, con el toisón de oro, tiene en su cabecera a la Historia, representada por una joven que cierra un libro. A los pies un obrero, símbolo del pueblo, descansa apoyado sobre los Evangelios, como símbolo de la verdad. Lleva en la mano derecha una espada con la Justicia esculpida en la empuñadura y una rama de olivo, símbolo de la paz, sobre la hoja.
Eduardo Dato, de Mariano Benlliure, en mármol y bronce. Una mujer de luto alza una cruz sobre la efigie yacente del político, mientras a los pies de este dos amorcillos flanquean el escudo de España.
Antonio de los Ríos Rosas (1905), obra de Pedro Estany. Otro sepulcro mural, tipo retablo. Sobre una base de mármol, el sarcófago en bronce del difunto, a cuya efigie, esculpida algo más arriba, un genio alado ofrece una rama de laurel. Una mujer llora abrazada al féretro.
Antonio Cánovas del Castillo (1906), de Agustín Querol. También es de tipo retablo y todo de mármol blanco. Cánovas reposa sobre un sarcófago en cuyo frente aparecen una joven abrazada y seis virtudes: Templanza, Sabiduría, Justicia, Elocuencia, Prudencia y Constancia. Sobre el fondo están representados Cristo resucitado y la Patria, la Historia y el Arte lloran la muerte del político. Mide 8 m de ancho, 7 de alto y 2'78 de fondo. 
Mausoleo Conjunto (1857, trasladado al jardín del panteón en 1912), de Federico Aparici, Ponciano Ponzano y Sabino Medina. Denominado Monumento a la Libertad, está formado por un cuerpo cilíndrico cubierto por un tejado cónico, rematado por una alegoría de la Libertad esculpida por Ponzano. Tres estatuas de Medina, representando la Pureza, el Gobierno y la Reforma, se apoyan sobre los sarcófagos de Mendizábal, Argüelles y Calatrava, para cuyos restos estaba destinado el monumento, aunque luego acogió también los de Muñoz-Torrero, Martínez de la Rosa y Olózaga. Fue inaugurado, por suscripción popular, el 20 de febrero de 1857 en el desaparecido cementerio de San Nicolás y trasladado al panteón en 1912.

## Personajes enterrados en el panteón
En el Panteón de España reposan los restos de Manuel Gutiérrez de la Concha (marqués del Duero), Antonio de los Ríos Rosas, Francisco Martínez de la Rosa, Diego Muñoz-Torrero, Juan Álvarez Mendizábal, José María Calatrava, Salustiano de Olózaga, Agustín de Argüelles, Antonio Cánovas del Castillo, Práxedes Mateo Sagasta, José Canalejas y Eduardo Dato. También estuvieron temporalmente los restos de Prim, Palafox y Castaños, pero fueron trasladados a sus localidades de origen.

## Ubicación y transporte
Pertenece al distrito de Retiro dentro del barrio de Pacífico.
Al Panteón se accede por la calle de Julián Gayarre, número 3 (esquina al paseo de la Reina Cristina, número 4). Existe otro acceso para personas con movilidad reducida desde el Paseo Reina Cristina.
Se puede llegar con los siguientes medios de transporte:
- Autobús: 10 14 26 32 C1  (parada en el paseo de la Reina Cristina, número 4) y 24 37 54 57 y 141 (parada en la Avenida de la Ciudad de Barcelona, número 6).
- Metro: Estación de Atocha-Renfe (salida Alfonso XII) y Estación de Menéndez Pelayo (salida Gutemberg), de la línea 1.
- Cercanías. Estación de Atocha.
- Bicicletas públicas. Estaciones: 75, 79, 80.[5]

La visita es gratuita.